# Einzelhandelsverkaufspreis

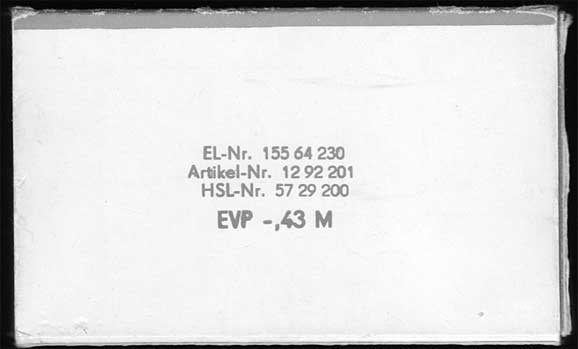
Typischer Preisaufdruck aus der DDR

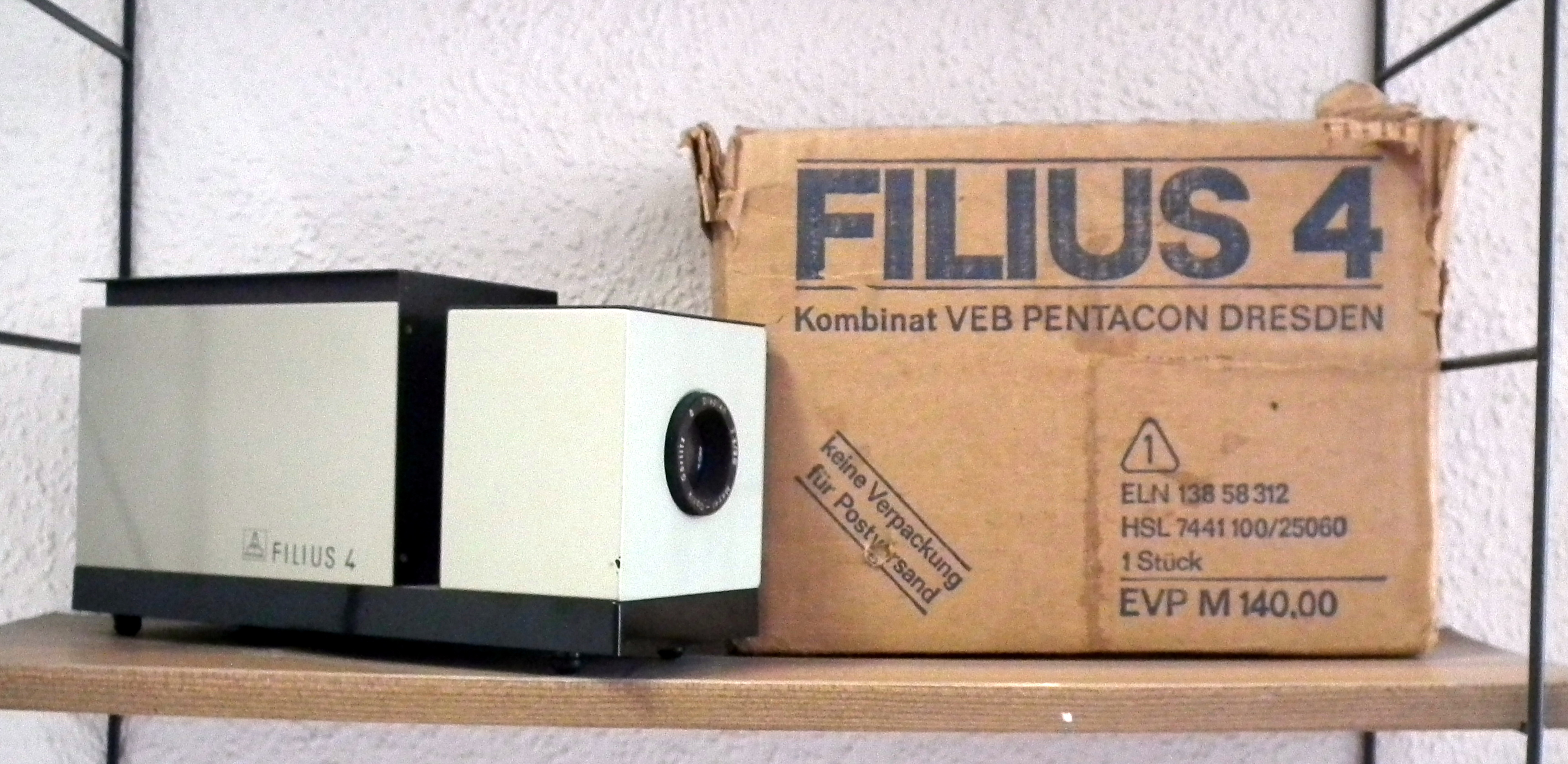
Verpackung eines Diaprojektors mit aufgedruckter ELN, HSL und EVP

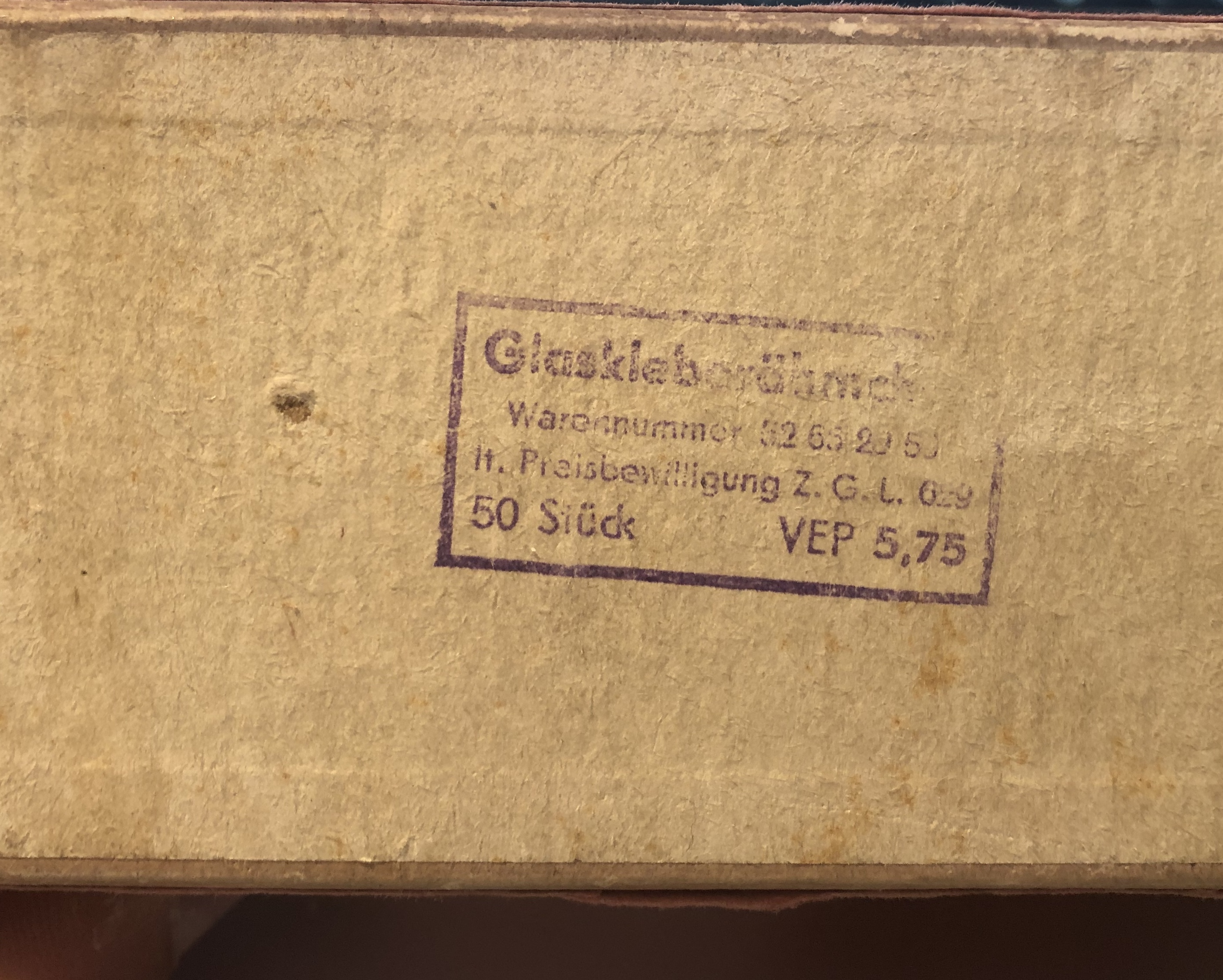
Preisaufdruck mit VEP

Einzelhandelsverkaufspreis (abgekürzt EVP) war in der DDR die Bezeichnung für staatlich vorgeschriebene Festpreise von auszeichnungspflichtigen Einzelhandelswaren in Mark. Vor der Einführung des EVP gab es den Verkaufseinzel(handels)- oder Verbraucherendpreis (VEP). Diese Preise galten landesweit (einige Lebensmittel, jedoch keine auszeichnungspflichtigen, sowie Gaststättenpreise und Mieten waren in Ost-Berlin etwas teurer) und waren auf jeder Verpackung aufgedruckt oder auf der Ware selbst angebracht, da die Preise bei vielen Produkten über lange Zeiträume unverändert galten. Nur bei wenigen Artikeln wurde z. B. aus Gründen des Exports kein EVP angebracht. So hatten die meisten Filmpackungen von ORWO (VEB Filmfabrik Wolfen) keinen EVP-Aufdruck, da sie genau so in den Export gingen, wie sie im Inland verkauft wurden. Seit Anfang der 1980er Jahre wurden die Preise in Büchern, auf Landkarten und ähnlichen Druckerzeugnissen codiert aufgeführt, in der Regel in Form einer halbfett gedruckten fünfstelligen Zahlenfolge, wobei die letzten beiden Ziffern die Pfennige auswiesen.
Die Preisfestsetzung erfolgte unter staatlicher Aufsicht durch das Amt für Preise beim Ministerrat, im Wesentlichen unter Berücksichtigung der Herstellungskosten. Die Preise wurden im Statistischen Jahrbuch der Deutschen Demokratischen Republik exemplarisch publiziert. Die EVP für Grundnahrungsmittel, Arbeits- und Kinderbekleidung, Spielwaren etc. wurden häufig mit staatlichen Zuschüssen gestützt, d. h. die Herstellungskosten dieser Waren lagen teilweise deutlich über dem jeweiligen EVP. Langlebige Konsumgüter, Güter des gehobenen Bedarfs und Luxusartikel wurden dagegen mit erheblichen, staatlich festgelegten Preisaufschlägen verkauft.
Der EVP setzte sich rechnerisch aus dem Industrieabgabepreis (IAP) und der Großhandels- und Einzelhandelsspanne zusammen. Eine Mehrwert- oder ähnliche Steuer wurde nicht erhoben.
Es gab für die Warenabgabe von Großhandel an Einzelhandel im Übrigen auch den sogenannten Großhandelsverkaufspreis (GVP).

## Preisbeispiele

### Porto
- 0,05 M für eine Drucksache bis 50 g
- 0,10 M für eine Postkarte im Inland
- 0,20 M für einen Brief bis 20 g ins In- und sozialistische Ausland
- 0,35 M für einen Brief bis 20 g in das nichtsozialistische Wirtschaftsgebiet (NSW)
- 0,55 M für eine Postkarte mit Luftpost ins nichtsozialistische Ausland (1989)

### Öffentlicher Personenverkehr

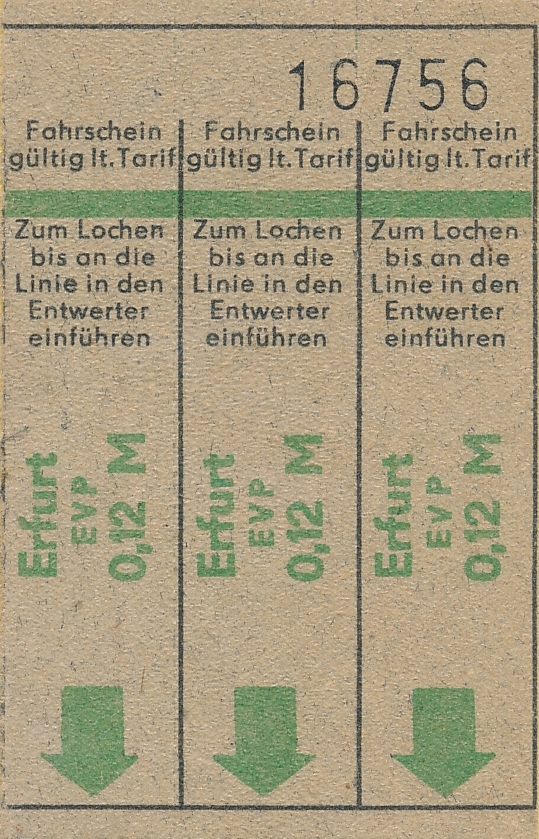
Mehrfahrtenkarte der VEB Erfurter Verkehrsbetriebe (DDR 1983)

- 0,08/0,12 M pro Kilometer für Fahrscheine (2./1. Kl.) der Deutschen Reichsbahn (Kinder bis 6 Jahre frei, 331/3 Prozent Ermäßigung für Sonntags- und Ferienrückfahrkarten sowie für Rentner dienstags bis donnerstags, 50 Prozent Ermäßigung für Schüler und Studenten, 75 Prozent Ermäßigung für Studenten, Lehrlinge bzw. Arbeiter für Fahrten zwischen Heimat- und Studien-, Ausbildungs- bzw. Arbeitsort (Schüler- bzw. Arbeiterrückfahrkarte)) sowie für Soldaten zwischen Dienst- und Heimat- bzw. Urlaubsort (Militärfahrkarten)
- 0,10 M bis 0,20 M eine Fahrkarte für Straßenbahn oder Bus im Stadtverkehr, oft in Form von Sammelkarten mit mehreren Abschnitten zum Abreißen, üblicherweise ohne Umsteigeberechtigung (deshalb hielten sich die Verästelungsnetze lange, jede Einstellung einer Verbindung verdoppelte bei den Betroffenen die Fahrpreise bei gleichzeitig längerer Fahrzeit).
- 0,20 M eine einfache Fahrt der Ost-Berliner S- und U-Bahn (Preisstufe I), Bus und Straßenbahn (innerhalb Ost-Berlin)
- 0,50 M eine einfache Fahrt innerhalb einer Stadt bei den um 1970 eingerichteten neuen S-Bahn-Systemen
- 1,00 M eine Tagesfahrkarte (beliebig viele Fahrten) der Berliner S-Bahn (innerhalb Ost-Berlin, 1984)
- 2,00 M eine Tagesfahrkarte (beliebige Fahrten) in allen öffentlichen Verkehrsmitteln (U-Bahn, S-Bahn, Bus und Straßenbahn) (innerhalb Ost-Berlin, 1984)
- 5,00 M eine Monatskarte in Berlin für eine Linie (und die auf dem gleichen Weg verkehrenden Fahrten anderer Linien) (Bus, S-Bahn, Straßenbahn und U-Bahn)
- 10,00 M eine ermäßigte Monatsnetzkarte für Straßenbahn und Bus in Dresden (80er Jahre)
- 20,00 M eine persönliche Monatsnetzkarte für Straßenbahn und Bus in Dresden (80er Jahre)
- 19,00 M Eine Fahrkarte der Deutschen Reichsbahn über 200 Kilometer im Schnellzug (16,00 M für die 200 km plus 3,00 M Schnellzugzuschlag)
- 66,00 M ein Hin- und Rückflug Berlin–Prag mit der Interflug

### Backwaren
- 0,05 M ein kleines Brötchen (bzw. Schrippe)
- 0,07 M ein Salzbrötchen
- 0,10 M große Semmel (Doppelbrötchen)
- 0,18 M ein normales Hörnchen
- 0,20 M ein Stück gefüllter Streuselkuchen
- 0,21 M ein Mohnhörnchen
- 0,37 M ein Stück Mohnkuchen vom Bäcker
- 0,50 M ein halbes Bäckerbrot, 0,53 M in Ost-Berlin
- 0,52 M Roggenmischbrot (1 kg)
- 0,62 M Weizenmischbrot (1 kg)
- 0,78 M Roggenmischbrot (1,5 kg)
- 0,93 M Weizenmischbrot (1,5 kg)
- 1,00 M Toastbrot „Spezial Toast“ (500 g)
- 1,40 M Buttermilchbrot 1,5 kg

### Weitere Lebensmittel
- 0,37 M ein Becher Bautzner Senf
- 0,50 M 500 g Malzkaffee
- 0,50 M Filinchen[3]

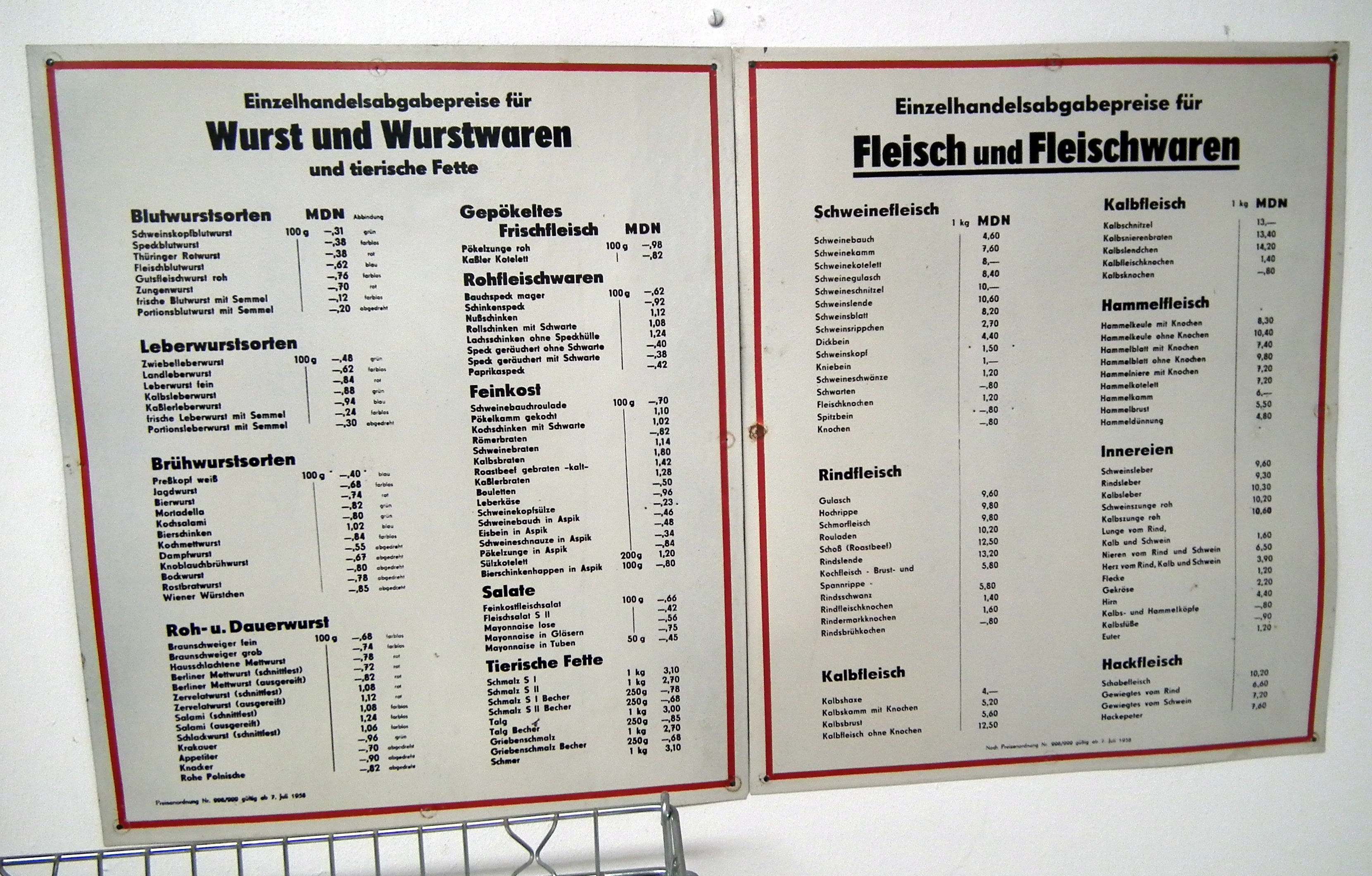
Einzelhandelsabgabepreise für Wurst und Wurstwaren und tierische Fette (1958)

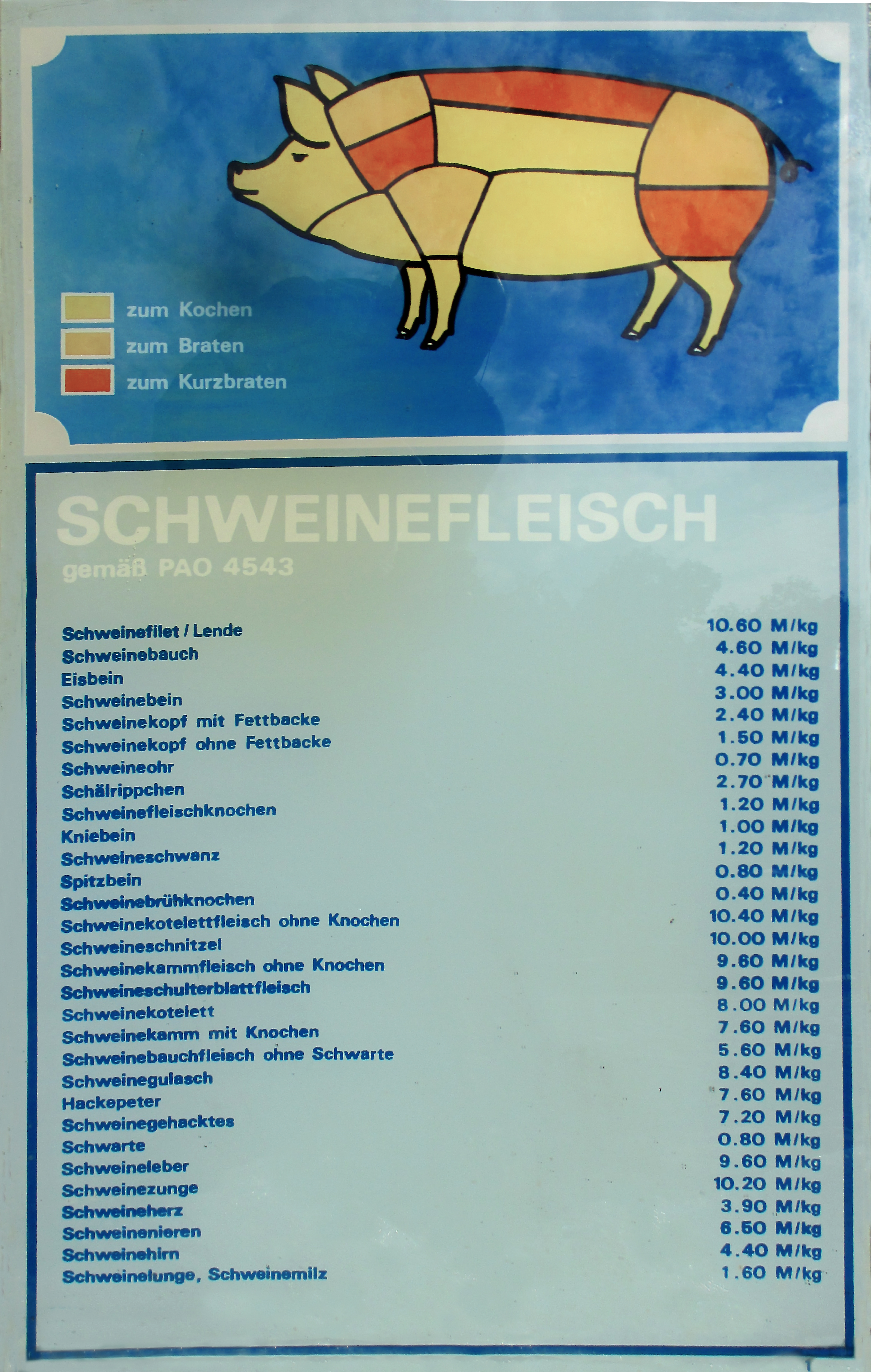
Verkaufsschild aus Glas – Schweinefleisch und Preise – Ende 1970er Jahre

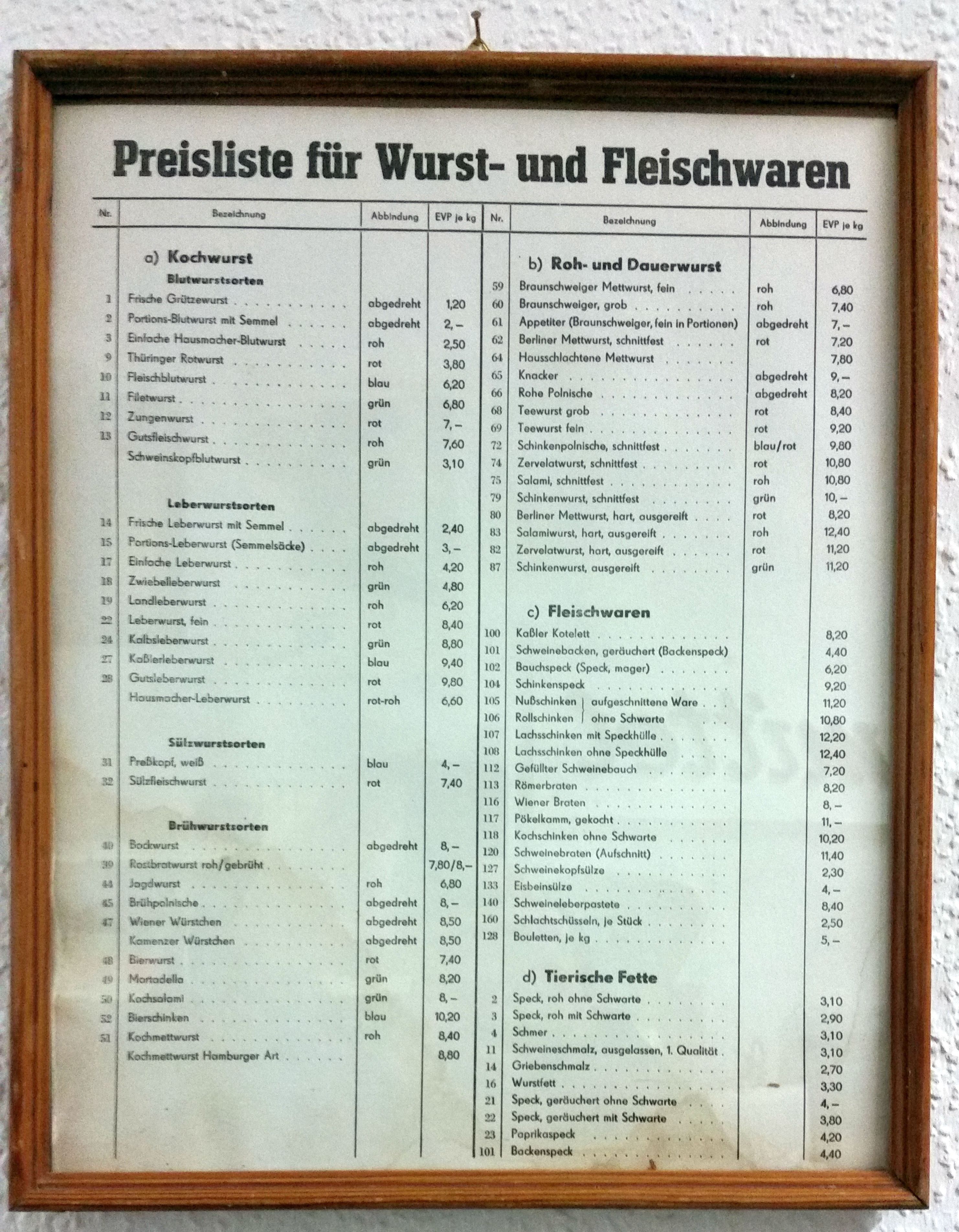
Preisliste für Fleisch- und Wurstwaren aus einem DDR-Konsum

- 0,55 M eine Packung (275 g) Burger Knäckebrot
- 0,62 M Landleberwurst (100 g)
- 0,68 M 250 g Weizenin (Weizenstärke)
- 0,85 M ein 5-kg-Beutel Kartoffeln
- 0,85 M 500 g Würfelzucker
- 0,88 M 1 kg Sanisal (jodiertes Speisesalz)
- 1,15 M eine Flasche Tomaten-Ketchup (215 Gramm) vom VEB Fruchtsaftbetrieb Werder
- 1,00 M Weizenmehl 1000 g (vorher 1040 g)
- 1,75 M 250 g Rahmbutter (stark wasserhaltige, nur als Brotaufstrich geeignete Buttersorte)
- 2,40 M 250 g Tafelbutter (Fettgehalt geringer als in der Bundesrepublik, bei noch geringerem Gehalt als „Landbutter“ bezeichnet)[4]
- 3,00 M ein Becher Nudossi
- 3,00 M 1 Flasche Zückli-Sol (flüssiger Süßstoff)
- 8,00 M Dose Trumpf-Kakaopulver „Trink-Fix“ (zu Anfang nur in den Delikatläden)
- 8,75 M Packung gemahlener Kaffee „Rondo“ oder „Rondo Melange“ (125 g)
- 8,75 M Packung gemahlener Kaffee „Mocca-Fix“ (125 g)
- 14,50 M eine Dose Ananas (im Delikatladen)

### Getränke
- 0,12 M Flasche Mineralwasser 0,33 l (Pfand 0,30 M)
- 0,21 M Brause 0,33 l z. B. von Spreequell[5]
- 0,34 M eine Flasche/Tüte Trinkvollmilch (500 ml, 2,2 % Fett)
- 0,35 M Kakaomilch im Tetrapak 0,25 l
- 0,35 M eine Flasche Fruchtsaftgetränk aus Zitrusfrüchten 0,33 l „Mandora“
- 0,36 M eine Flasche Vollmilch, 500 ml 2,5 % Fett
- 0,42 M eine Flasche Club-Cola (0,33 l)[6]
- 0,48 M eine Flasche Bier Hell (0,33 l)
- 0,50 M eine Flasche Capri-Limonade oder Vita Cola 0,5 l
- 0,61 M eine Flasche Bier 0,33l Pils (0,30 M Pfand)
- 0,65 M eine Flasche Club-Cola oder Quick Cola (0,5 l)[6]
- 0,65 M eine Flasche Karena-Limonade 0,5 l (0,30 M Pfand)
- 0,70 M ein Beutel Vollmilch 1 l (2,2 Prozent Fettgehalt) (0,73 M in Ost-Berlin), später 0,66 M
- 0,72 M eine Flasche Vollbier Hell 0,5 l
- 0,72 M eine Flasche Bier 0,33 l Starkbier (i. d. R. Bockbier)
- 0,80 M 0,5 l steuerfreier Trinkbranntwein für Bergarbeiter („Kumpeltod“)
- 0,80 M eine Flasche 0,33 l Bitter-Tonic
- 0,92 M eine Flasche Bier 0,5 l Pils(-ner)[7]
- 1,00 M eine Flasche Pepsi 0,25 l (Pfand 0,50 M)
- 1,08 M eine Flasche Bier 0,5 l Starkbier (i. d. R. Bockbier)
- 1,28 M eine Flasche Bier 0,5 l Export- oder Spezial-Bier (z. B. Radeberger Export)
- 11,70 M eine Flasche Stichpimpulibockforcelorum (35 Vol.-%)
- 14,50 M eine Flasche „Goldbrand“ (32 Vol.-%)
- 17,60 M eine Flasche Nordhäuser Doppelkorn (38 Vol.-%)

### Süßwaren
- 0,08 M kleine Packung Zitronenbonbons
- 0,10 M ein Päckchen Brausepulver (20 g)
- 0,10 M ein Päckchen Pfefferminzbonbons Pfeffi (auch als Zitrone)
- 0,70 M Tafel Schokolade (mit Figuren des DDR-Kinderfernsehens, 25 g)
- 0,80 M Schlager-Süßtafel (schokoladenähnlich)
- 1,00 M Creck, ein Schokoladenersatzprodukt
- 2,00 M Schokoladentafel bambina von Zetti
- 2,80 M Tafel Rotstern Schokolade, Vollmilch, 100 g
- ca. 4,00 M eine Tafel Pfefferminzschokolade oder Katzenzungen

### In Gaststätten / am Imbiss

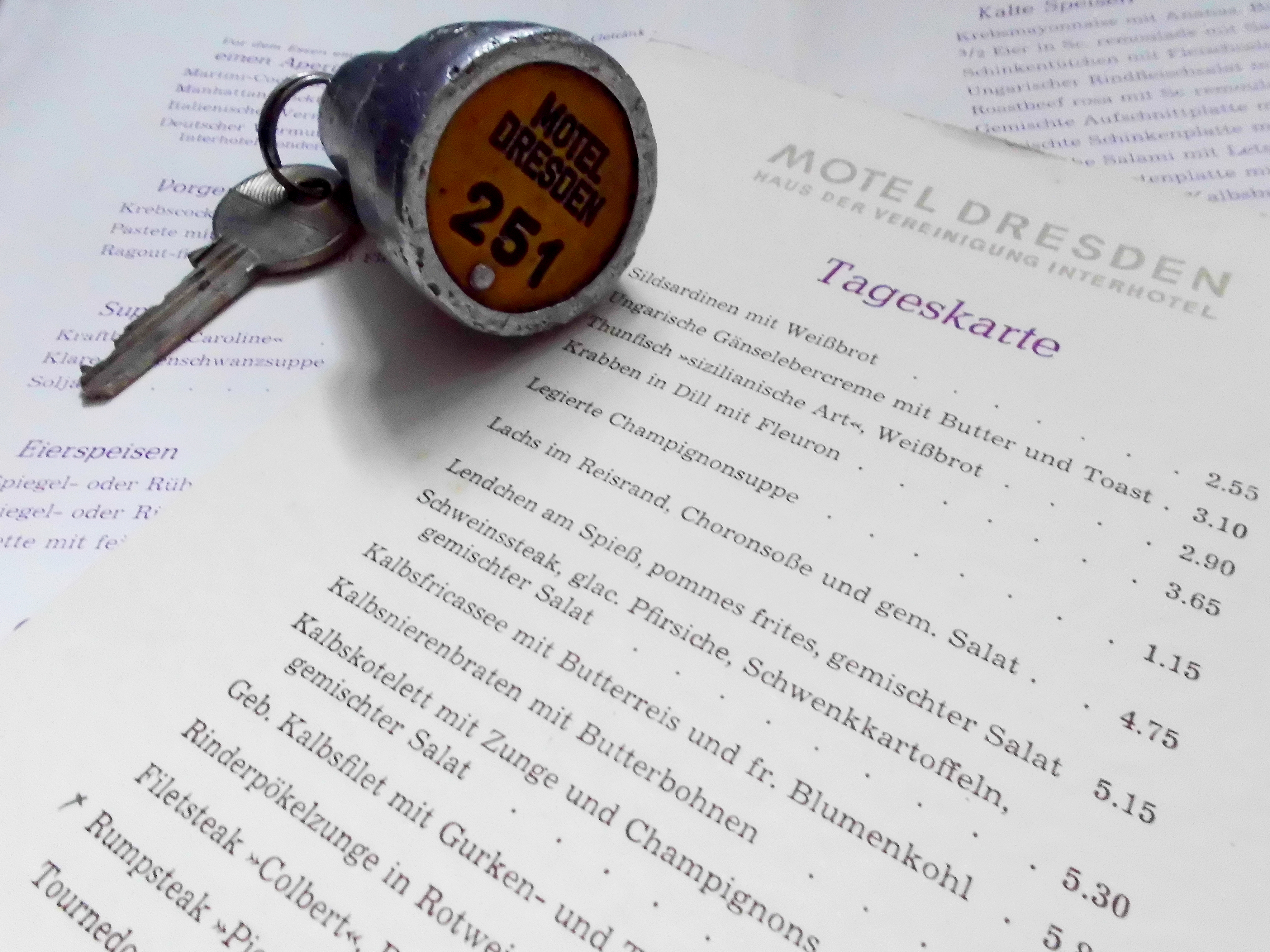
Gaststätte Motel Dresden, Tageskarte 1968

- 0,10 M eine Kugel Eis (Vanille oder Kokos)
- 0,15 M eine Kugel Eis (Erdbeer oder Himbeer)
- 0,20 M eine Kugel Eis (Schoko)
- 0,25 M ein Fischbrötchen
- 0,40 M ein helles Bier (0,25 l) in einer Gaststätte (Preisstufe I)
- 0,49 M ein Pils (0,25 l) in einer Gaststätte (Preisstufe I)
- 0,51 M ein Pils (0,25 l) in einer Gaststätte (Preisstufe II)
- 0,63 M ein Pils (0,25 l) in einer Gaststätte (Preisstufe III)
- 0,55 M ein Essen für einen Schüler in der Schulspeisung
- 0,60 M ein einfaches Mittagessen in einer Studenten-Mensa
- 0,70 M eine Tasse Kaffee (5 g) in der Preisklasse I, 0,90 M Preisklasse IV
- 0,85 M Bockwurst mit Brötchen und Senf
- 0,85 M Gulaschsuppe in einer Gaststätte (Preisstufe I)
- 0,90 M ein mittleres Mittagessen in einer Studenten-Mensa
- 1,02 M ein Pils (0,5 l) in einer Gaststätte (Preisstufe II)
- 1,26 M ein Pils (0,5 l) in einer Gaststätte (Preisstufe III)
- 1,17 M ein Bier (Berliner Pilsner) (0,5 l) in der Selbstbedienungsgaststätte am Fernsehturm, Berlin-Alexanderplatz, Sommer 1984 (1,– M Glaspfand)
- 1,20 M ein gehobeneres Mittagessen in einer Studenten-Mensa
- 2,35 M ein einfaches Mittagessen (Gulasch mit Kartoffeln und Gemüse) in einer Gaststätte (Preisstufe I)
- 7,45 M ein Rumpsteak mit Sardellenbutter, Röstkartoffeln und Salatteller (1975) in einer Gaststätte (Preisstufe S)
- 18,95 M dt. Kaviar mit Butter, Brot und Zitrone (1983) in einer Nacht-Tanzbar (Preisstufe S + Aufschlag)

### Reinigungsmittel
- 0,13 M ATA fein, 250 g
- 0,14 M ATA fein, 270 g[8]
- 0,15 M ATA fein, 300 g
- 0,95 M Nautik-Seife
- 1,15 M SWYT-Mehrzweckreiniger 230 g
- 1,20 M Spee (Vollwaschmittel) 230 g
- 1,25 M NOVUM (Universalreiniger) 150 g
- 1,45 M RIMO (Bleichmittel) 157 g
- 1,75 M Fit (Spülmittel)
- 3,30 M Spee gekörnt 640 g[9]
- 4,65 M Vollwaschmittel „Spee“ (gekörnt), 900 g

### Haushalt
- 0,06 M ein Vokabelheft Format A6
- 0,08 M eine Kilowattstunde Elektroenergie (ohne weitere Gebühren)
- 0,10 M eine Schachtel Streichhölzer
- 0,10 M ein Schulheft Format A5
- 0,10 M ein Block Löschpapier Format A5
- 0,15 M ein Telefon-Ortsgespräch vom Privatanschluss, 0,20 M aus der Telefonzelle
- 0,25 M eine Packung „Kriepa“-Papiertaschentücher (10 Stück)
- 0,30 M ein Liter Waschbenzin
- 0,35 M eine Packung „Kriepa“-Papiertaschentücher (10 Stück) mit Kölnisch-Wasser-Aroma
- 0,37 M Zeichenblock, 16 Blatt A4
- 0,30 M eine Rolle einfaches Toilettenpapier
- 0,50 M eine Rolle farbiges Toilettenpapier
- 0,72 M eine Tube Duosan Rapid
- 0,82 M ein Eierbecher von „Sonja-Plastic“ in der Form einer Henne
- 0,83 M Schlauchreparatur „Vulko-Blitz“
- 0,85 M 4,5-V-Flachbatterie 3R12
- 1,00 M eine Großpackung Streichhölzer (10 Schachteln)
- 1,00 M Puppenkerzen 40 Stück, bunt (HSL-Nr. 8415000)
- 1,10 M Pulmotin (Erkältungssalbe) 20 g[10]
- 1,28 M Geburtstagskerzen mit Scherenschnittmotiven, 12 Stück (VEB Wittol, Lutherstadt Wittenberg)
- 1,35 M Geschenkpapier 8 Bogen Format 50 × 63 cm – Grafischer Großbetrieb Völkerfreundschaft Dresden – um 1970
- 1,50 M Baumkerzen, weiß, 12 Stück (HSL-Nr. 8411200), (VEB Wittol, Lutherstadt Wittenberg)
- 1,95 M ein Stück „Deo-2“ Seife
- 3,00 M eine Rolle Alufolie 20 × 0,30 m
- 4,60 M eine Packung Markant-Faserschreiber
- 5,00 M Schuldeckfarbkasten mit sechs Farben
- 11,00 M ACTION Form-Spray (Haarspray)
- 70,00 M Monatsmiete für 58-m²-Neubauwohnung
- 93,10 M Monatsmiete für 69-m²-Neubauwohnung
- 42,15 M Monatsmiete für 56-m²-Neubauwohnung, Baujahr 1966
- 435,00 M Kleinschreibmaschine „Erika“
- 1100,00 M Haushaltkühlschrank „H 130“
- 4674,00 M Schrankwand „Warnemünde“[11]

### Presseerzeugnisse
- 0,10 M Abendzeitungen
- 0,10 M bis 0,15 M Tageszeitungen
- 0,10 M Pioniermagazin Trommel
- 0,20 M Atze
- 0,25 M Kinderzeitschrift Bummi
- 0,30 M ABC-Zeitung
- 0,40 M Zeitschrift Eulenspiegel
- 0,50 M Fernsehzeitschrift FF dabei
- 0,60 M Zeitschrift Für Dich
- 0,60 M Zeitschrift Mosaik
- 0,70 M Zeitschrift FRÖSI
- 1,00 M Zeitschrift Das Magazin
- 1,00 M Zeitschrift practic
- 1,00 M Zeitschrift Kraftfahrzeugtechnik
- 2,70 M Zeitschrift Auto-Motór ungarische Motorzeitschrift in ungarischer Sprache
- 5,00 M Zeitschrift MP Mikroprozessortechnik; späte 80er Jahre

### Reiseliteratur
- 1,20 M Stadtplan Jena (VEB Landkartenverlag der DDR, 1967)
- 1,50 M Stadtplan Jena (VEB Tourist-Verlag, 1987)
- 2,00 M Stadtplan Halle und Halle-Neustadt (VEB Landkartenverlag der DDR, 1973)
- 2,00 M Stadtplan Messestadt Leipzig (VEB Tourist-Verlag, 1977)
- 2,20 M Stadtplan Dresden (VEB Landkartenverlag der DDR, 1968)
- 2,50 M Stadtplan Dresden (VEB Tourist-Verlag, 1977)
- 2,50 M Stadtplan Berlin, Hauptstadt der DDR (VEB Landkartenverlag der DDR, 1971)
- 2,50 M Touristenkarte Harz Maßstab 1:100.000 (VEB Tourist-Verlag, 1987)
- 3,00 M Touristenkarte Thüringer Wald Maßstab 1:100.000 (VEB Landkartenverlag der DDR, 1971)
- 3,65 M Wasserwanderkarte Berliner Gewässer, „gedruckt auf Hekosyn“, eine Art wasserabweisendes Papier (VEB Landkartenverlag der DDR, 1971)
- 6,00 M Buchplan Berlin, Hauptstadt der DDR (VEB Tourist Verlag, 1989)
- 6,00 MDN Buchplan Berlin, Hauptstadt der DDR (VEB Landkartenverlag der DDR, 1962, ohne Westsektoren, mit damals üblicher Währungsbezeichnung)
- 6,50 DM Buchplan Berlin (VEB Landkartenverlag der DDR, 1956, mit Westsektoren und damals üblicher Währungsbezeichnung)
- 8,90 M Berlin Stadtführer Atlas, „Text – Bild – Karte“ (VEB Tourist Verlag, 1987)
- 14,00 M Reiseatlas DDR Maßstab 1:500.000 (VEB Tourist-Verlag, 1978)
- 37,00 M Autoatlas DDR Maßstab 1:200.000 (VEB Tourist Verlag, 1980)

### Zigaretten

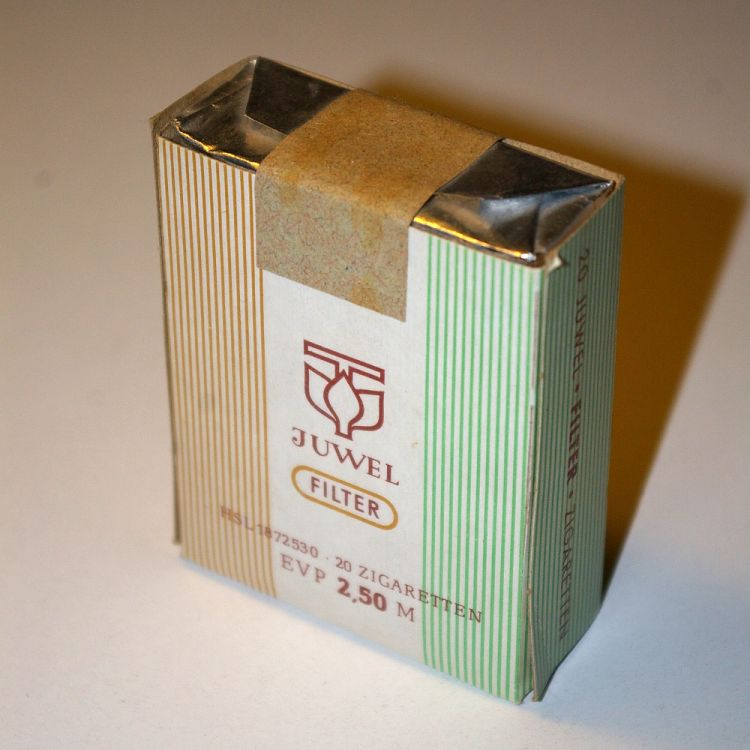
„Juwel“ (genannt „alte Juwel“), EVP 2,50 M

- 1,60 M Schachtel (20 Zigaretten) filterlose Zigaretten (Karo, Real, Salem)
- 1,60 M Schachtel (20 Zigaretten) Filterzigaretten („Porti“ aus Albanien)
- 2,00 M Schachtel (20 Zigaretten) filterlose Zigaretten „Casino“ oder „Jubilar“
- 2,40 M eine Schachtel Zigarillos „Sprachlos“ (20 Stück)
- 2,40 M eine Schachtel (10 Zigaretten) filterlose Zigaretten „Orient“ (bis Mitte der 80er Jahre wahlweise auch mit Mundstück erhältlich)
- 2,50 M eine Schachtel Filterzigaretten („alte Juwel“)
- 3,20 M eine Schachtel Filterzigaretten (20 Zigaretten) der Marken (F6, Semper oder Cabinet)
- 4,80 M eine Schachtel „Auslese“-Filterzigaretten (100 mm, 20 Stück)
- 4,00 M eine Schachtel „Club“-Filterzigaretten (King Size, 20 Stück)
- 6,00 M eine Schachtel Filterzigaretten „Duett“ (120 mm, 20 Stück)
- 7,00 M bis 8,00 M eine Schachtel Filterzigaretten gängiger westeuropäischer Marken (20 Stück)

### Dessous

Damen-Unterkleid – VEB Burgstädter Wirkerzeugnisse

- 10,05 M Damen-Unterkleid (II. Wahl) – VEB Burgstädter Wirkerzeugnisse – 9112 Burgstädt – GDR – Größe 42 – Art. Nr. 17064 von 1974
- 13,50 M Bodenlanges halb-transparents Unterkleid – BH-Größe 70 B – aus Dederon – VEB Trikotagen- und Handschuhwerk Burgstädt

### (Kraft)Fahrzeugprodukte
- 1,40 M ein Liter Diesel („Dieselkraftstoff“) DK
- 1,50 M ein Liter Benzin („Vergaserkraftstoff“) 88 Oktan (VK 88, „Normal“)
- 1,54 M ein Liter Benzin-Gemisch 88 Oktan 1:50 („Gemisch“, Preis Zweitaktöl 3,00 M pro Liter)
- 1,65 M ein Liter Benzin 92 Oktan (VK 92, „Extra“).[12][13]
- 3,30 M ein Benzinhahn FH 7 für Zweiräder (Ersatzteil)
- 8,50 M Jahresbeitrag Haftpflicht für Kleinkrafträder mit max. 50 cm³ und max. 60 km/h
- 184,50 M Steuer (108 M) + Haftpflicht (76,50 M) Jahresbeitrag für den Trabant 601[14]
- 242 bis 280 M ein »Touren-Sport«-Fahrrad (in den 1980er Jahren gab es auch deutlich teurere Ausführungen)
- 301,00 M ein Mifa-Klapprad
- 1200 M ein Kleinkraftrad (Typ S 50N)
- 2395 M Simson S 51 Enduro
- 3990 M ETZ 250
- ca. 8000 M ein Trabant 601 (Standardausführung)
- über 14.000 M ein Trabant 1.1 (Standardausführung)
- ca. 17.500 M ein Škoda 105S (Standardausführung)
- ca. 25.000 M ein Wartburg 353W (Standardausführung bis 1988)
- ca. 30.200 M ein Wartburg 1.3 Limo (Standardausführung ab 1988)
- ca. 35.000 M ein Lada Samara
- ca. 35.190 M ein Wartburg 1.3 Tourist-S (Sonderausführung ab 1988)
- ca. 45.000 M ein Volvo 244 (einmaliger Import in den 1980er Jahren)

### Tonträger
- 4,60 M eine Single mit Popmusik
- 8,10 M eine Amiga-Quartett-Single mit Popmusik
- 12,10 M eine LP mit klassischer Musik (Eterna). Mit DMM-Technik aufgenommene LPs (ab 1985 erhältlich) 15,60 M[15]
- 16,10 M eine LP mit Popmusik (Amiga)
- 20,00 M Fe3O4-Kassette (60 min) bis Mitte der 1980er Jahre, danach 17,00 M
- 23,60 M Kaufkassette mit Popmusik (Amiga)
- 30,00 M CrO2-Kassette (60 min & 90 min) für Radiorecorder (seit den 70er Jahren im VEB Magnetbandfabrik Dessau im Auftrag von Sony, BASF usw. produziert, später als DDR-Produkt für 25 M in minderer Qualität)

### Kleinelektrogeräte
- 17,25 M Elektronenröhre DY86 von RFT (1979)
- 21,60 M HK 600 elektrisches Heizkissen AKA ELECTRIC
- 45 M Bausatz Stereoverstärker mit 2 × A210K (1987/88)
- 72 M Trockenrasierer bebo Sher
- 123 M (subventionierter) Schülertaschenrechner SR1 (1984)
- 550 M LCR-C Datasette für Kleincomputer
- etwa 700 M Walkman Sanyo (Import) (1988/89)
- 880 M B 54 Vierspur-Tonbandgerät, kein Stereo! (1974)
- 1200 M Radiorecorder R 4000 (1977)
- 1540 M Stereo-Radio-Kassettenrekorder SKR 700, 1984
- 1980 M Kassettendeck HMK-D100, 1989
- 2100 M EAW Audio 145 Stereo-Kassettenrekorder mit Musiksuchlauf und abnehmbaren Boxen

### Fernseher

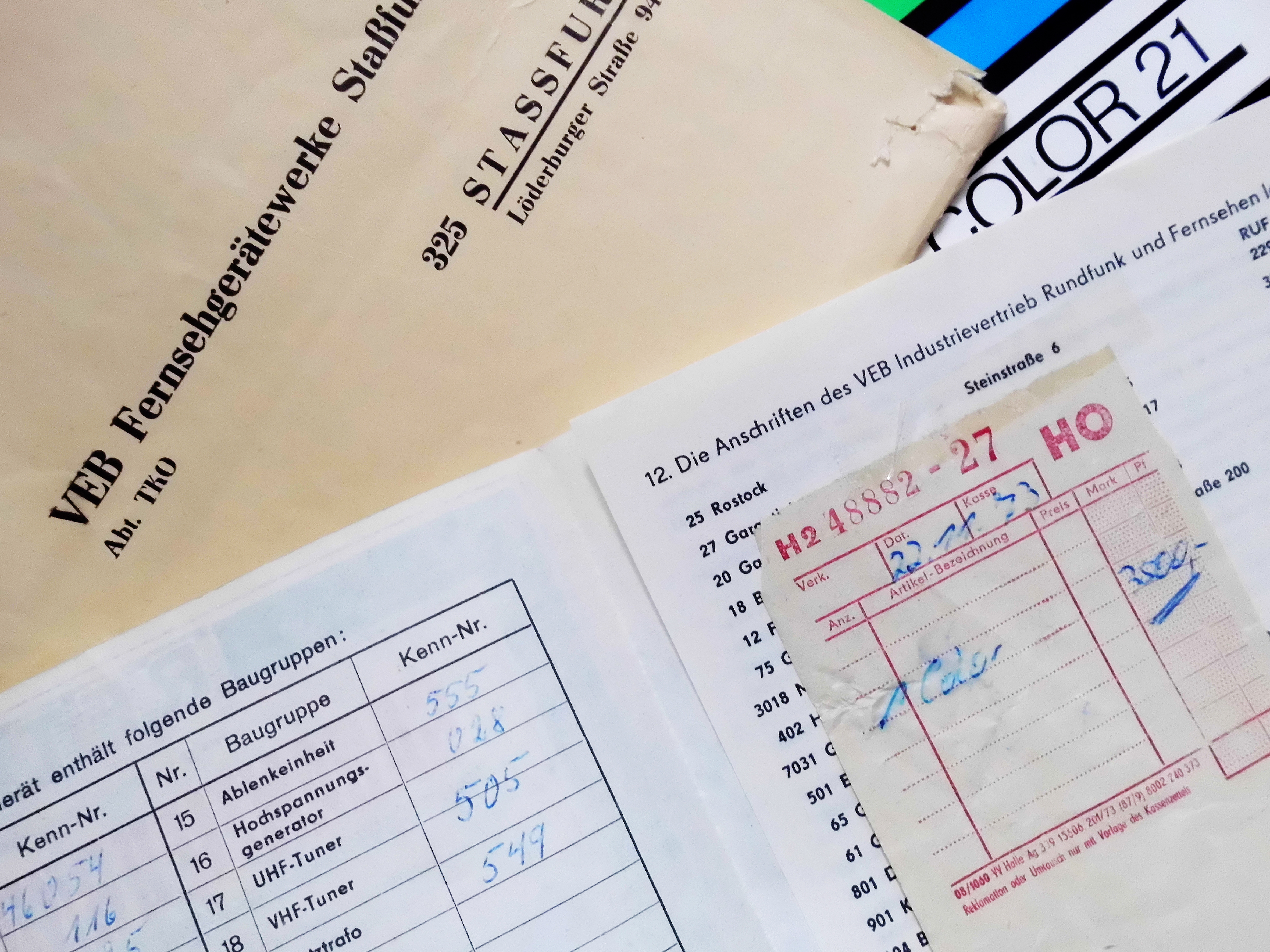
Fernseher COLOR 21 - 1973 - 3500 Mark

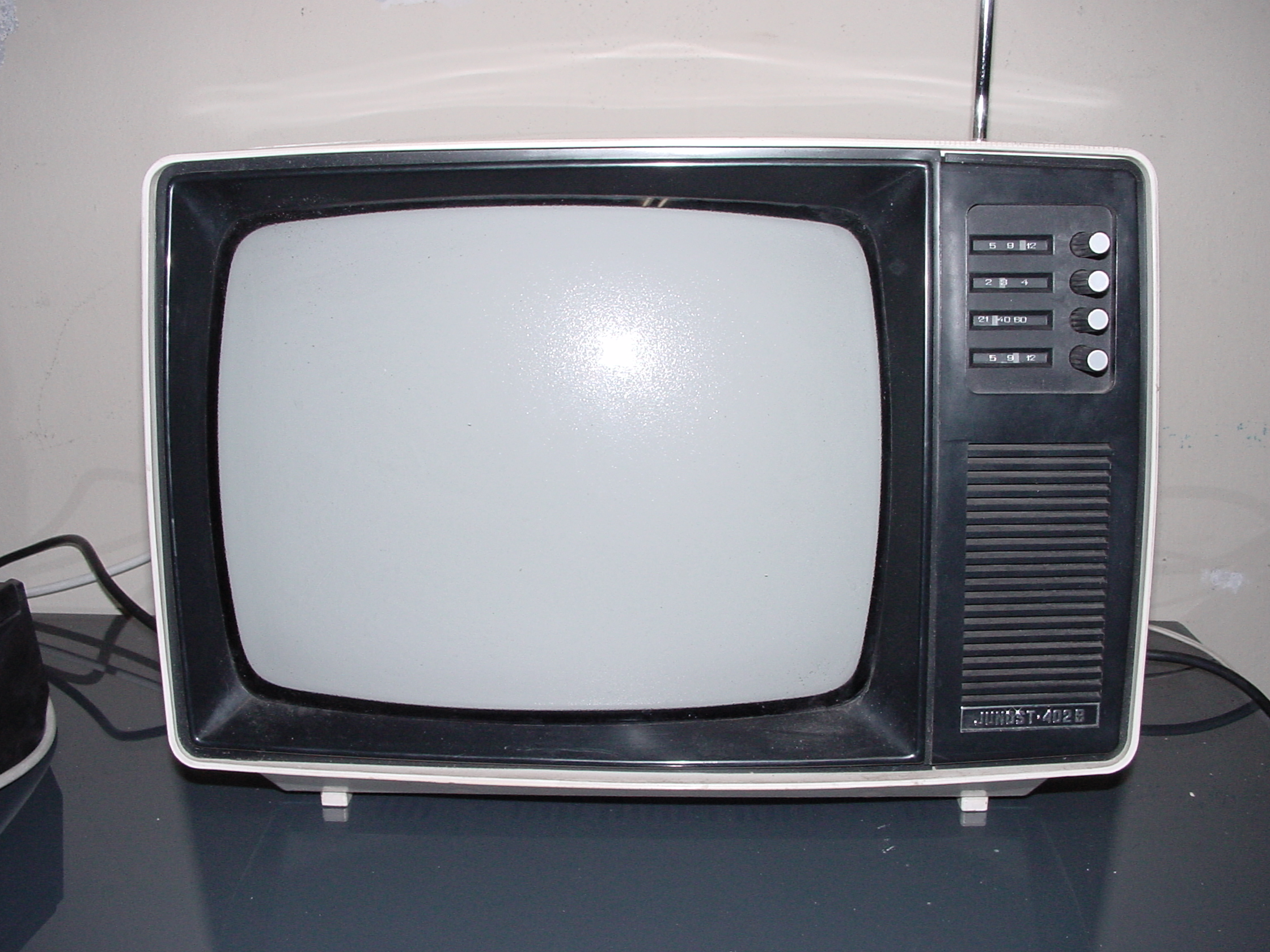
Junost 402B

- 1250,00 M Junost 402B, tragbarer sowjetischer S/W-Kofferfernseher (Preis von 1989)
- 3050,00 M Raduga-Farbfernseher UdSSR (1977)
- 3500,00 M BWG 1.0: ein Monitor im Fernsehergehäuse mit RGB-Anschluss speziell für die Kleincomputer, DDR
- 3500,00 M Erster Farbfernseher der DDR Color 20 (1969), ca. 4100 M Chromat mit Pal (1982, variantenabhängig)
- etwa 4000 M Farbfernseher aus DDR-Herstellung (im Berliner Centrum-Warenhaus am Alexanderplatz, Januar 1983)
- 6200 bis 6900 M Farbfernseher 4000er-Serie, 6750 M Import Sanyo CTP 56 cm Bilddiagonale (ab 1981)
- etwa 6900 M Farbfernseher mit Fernbedienung Color 40 (1989)

### Computer
- 22,00 M 5¼ Zoll Diskette ORWO
- 69,50 M Lerncomputer Piko dat (1969)
- etwa 650 M Kleincomputerbausatz Robotron Z 1013 (Platine + Folienflachtastatur)
- 720,00 M Lerncomputer LC80 (1984)
- 960,00 M Kleincomputer KC 87 S/W (1988/89)
- 1580,00 M Schachcomputer Chess Master, verkauft ab 1984
- 1650,00 M Schachcomputer SC2 (Preis 1986), produziert von 1981 bis 1983
- 2150,00 M Kleincomputer KC 85/4 (4.600,00 M bis 07/1989)[16]
- etwa 11.000,00 M Bildungscomputer A 5105 ugs. BIC, später als ALBA PC 1505 für etwa 3000,00 M (07/1989 – 04/1990)
- etwa 25.000 M Bürocomputer PC 1715 mit 5 1⁄4″-Diskettenlaufwerk (1985)
- 62.226,00 M Bürocomputer A 7100 (zzgl. Betriebssystem-Diskettensatz 3095 M)

### Spielwaren
- 1,00 M Plaste-Springfrosch

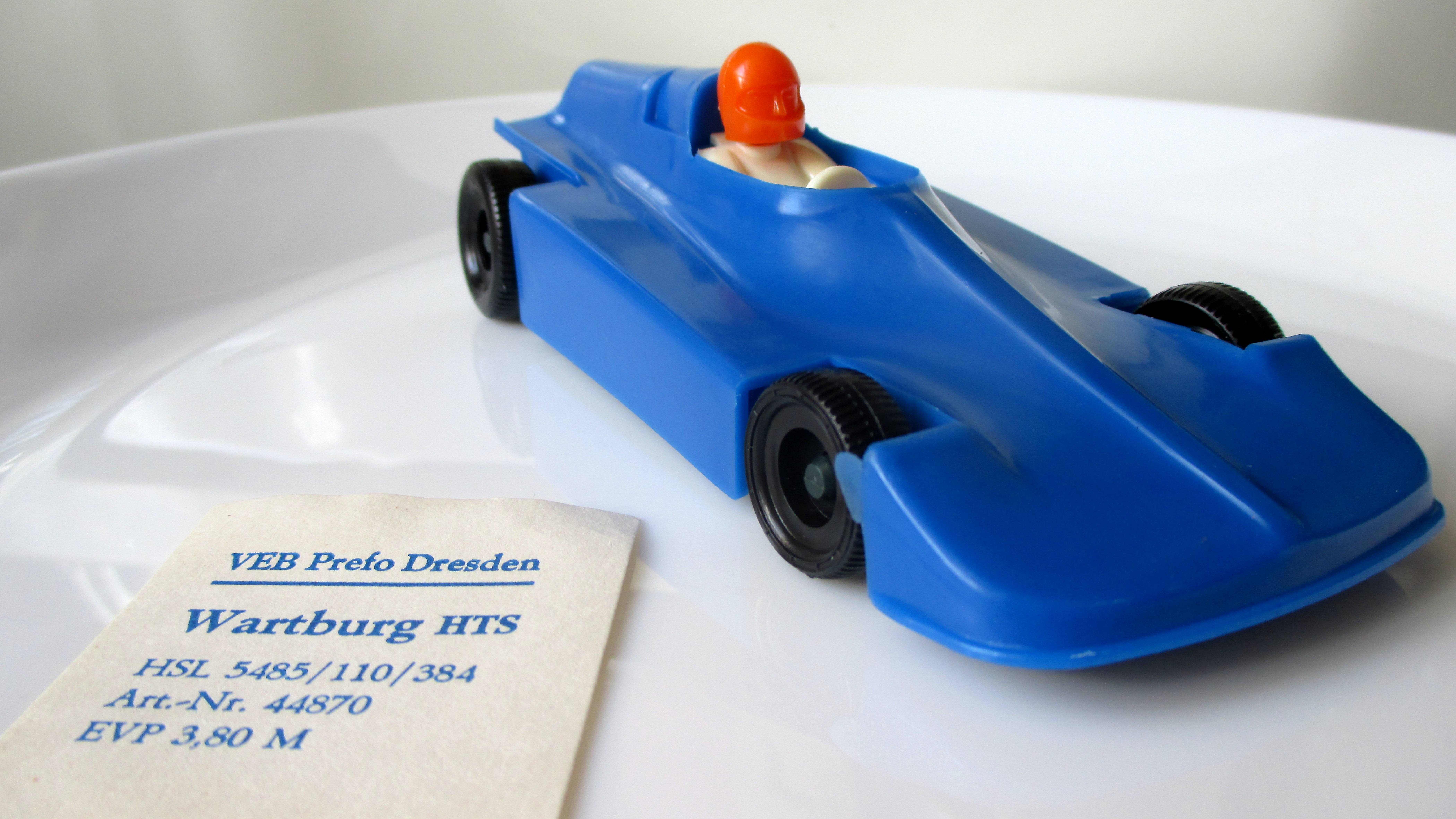
Wartburg HTS mit schwarzem Unterboden – VEB Prefo Dresden – Art.-Nr. 44870 – EVP 3,80 M

- 3,80 M Wartburg HTS – VEB Prefo – Spielzeugauto Plaste ohne Motor
- 7,70 M Stereobox Bildbetrachter (mit einer Bildscheibe)
- 10,00 M Plastik-Modellbausatz Tupolew Tu-144 (1985)
- 12,00 M Rülke Puppenmöbel (Schlafzimmer)
- 17,30 M Rülke Puppenmöbel (Küche)
- 17,50 M Bausatz Lichtschranke mit Fotowiderstand, Relais und 2 Transistoren
- 23,40 M Scheffler’s Metallbaukasten „Grundkasten Nr. 2“ (ca. 1975, VEP)
- 44,40 M Modellbahn-Dampflokomotive Baureihe 65 Spur N von VEB Piko[17]

### Sonstiges
- 0,35 M Verpflegungsgeld für ein Kind im Kindergarten pro Tag
- 1,40 M Verpflegungsgeld für ein Kind in der Kinderkrippe pro Tag
- 2,25 M ein Farbfotoabzug 9×13 cm
- 8,00 M eine Übernachtung mit Frühstück in einem normalen Hotel
- 19,50 M einfachster Fotoapparat „Beirette SL 100“
- 40,00 M einfache „Camping“-Gitarre
- 50,00 M einmaliger Beitrag, um Genossenschaftsmitglied zu werden
- 89,00 M Computerspiel Video Chess-Master für den KC 85, später gesenkt auf 17,80 M
- 200,00 M einfache Trompete
- 221,20 M Zeiss-Fernglas 8×30 Deltrintem zuzüglich Tasche (16 M)
- 245,00 M Herrenstraßenanzug (55 % Synthetik, 45 % Wolle)
- 400,00 M digitale Armbanduhr Anfang der 1980er Jahre
- 550,00 M Bildschirmspiel 01, einzige Spielkonsole aus der DDR, die 1979–1981 produziert wurde, VEB Halbleiterwerk Frankfurt (Oder)
- 2300,00 M beste Kleinbildspiegelreflexkamera Praktica B 200 mit Standardobjektiv (um 1985)
- 4350,00 M analoger polyphoner Synthesizer Tiracon 6V (ab 1987)

## Bemerkungen
Zur Einschätzung der Kaufpreise sollte man folgendes Nettoeinkommen berücksichtigen: Der staatlich festgesetzte monatliche Mindestlohn (Vollzeittätigkeit) betrug 1976 in der DDR 400 Mark. Die Mindestrente betrug 315 Mark und ein Student bekam 200 Mark Stipendium monatlich (bei einer Miete im Studentenwohnheim von 10 Mark). Das tatsächliche Haushaltsnettoeinkommen betrug 1980 bei einem Einpersonenhaushalt 778 Mark, bei einem Vierpersonenhaushalt 1720 Mark (Statistisches Jahrbuch der DDR 1981).
Der Durchschnittsverdienst eines Industriearbeiters betrug im Jahr 1970 748 Mark pro Monat brutto. Der Bruttoverdienst eines Ingenieurs nach dem Fachschulstudium betrug 1979 640,- M Anfangsgehalt und erhöhte sich bis etwa 900,- M im Laufe der weiteren Arbeitsjahre. Die steuerliche Belastung war vergleichsweise gering, für die Kranken- und Rentenversicherung mussten insgesamt 10 Prozent (maximal 60 Mark bzw. 120 Mark bei freiwilliger Zusatzrentenversicherung und Kappungsgrenze bei 1200 Mark, auf Wunsch auch über das gesamte Bruttogehalt) abgeführt werden. Eine Arbeitslosenversicherung existierte nicht und war auch nicht notwendig. Pro Kind erhielten die Eltern 20 Mark Kindergeld. Familien mit drei oder mehr Kindern galten als kinderreich und erhielten zusätzliche finanzielle und materielle Unterstützung. Ein Fabrikarbeiter im Schichtdienst konnte mit Zulagen in Ost-Berlin aber auch Spitzenverdienste von etwa 1400 Mark erzielen.
Auch ein vergleichsweise hoher Preis für einzelne Güter (Farbfernseher bis zu 8300 Mark) bedeutete allerdings nicht, dass die Artikel in ausreichender Anzahl zur Verfügung standen. Häufig war ein Kauf nur möglich, wenn der Käufer entsprechende Beziehungen hatte. Für viele knappe Waren und Dienstleistungen bildete sich daher ein Schwarzmarkt. Auf diesem wurde, so etwa für gebrauchte Autos, oft deutlich mehr als der offizielle Neupreis verlangt. Teilweise wurden dort Waren oder Dienstleistungen nur gegen DM (Westmark) bzw. Forumschecks angeboten, Schlüsselwörter in Kleinanzeigen waren z. B. als Tauschobjekte „blaue Fliesen“ oder „blaue Kacheln“, womit der blaue 100-DM-Schein gemeint war.
Kaufkraftbereinigt verteuerten sich 1990 vor Einführung der DM im Vergleich zu heutigen Preisen besonders die Wohnungsmieten und Fahrpreise im ÖPNV. Preise für Grundnahrungsmittel blieben (unter Heranziehung eines Lebensmittel-Discounters) in etwa konstant, während die Preise für höherwertige Lebensmittel und langlebige Konsumgüter teils drastisch zurückgingen. Dabei ist zu beachten, dass die bereinigten Güterpreise heute auch im Vergleich zum damaligen Preisniveau in Westdeutschland erheblich gesunken sind (etwa bei Fernsehgeräten und anderer Elektronik).